# 基础设施

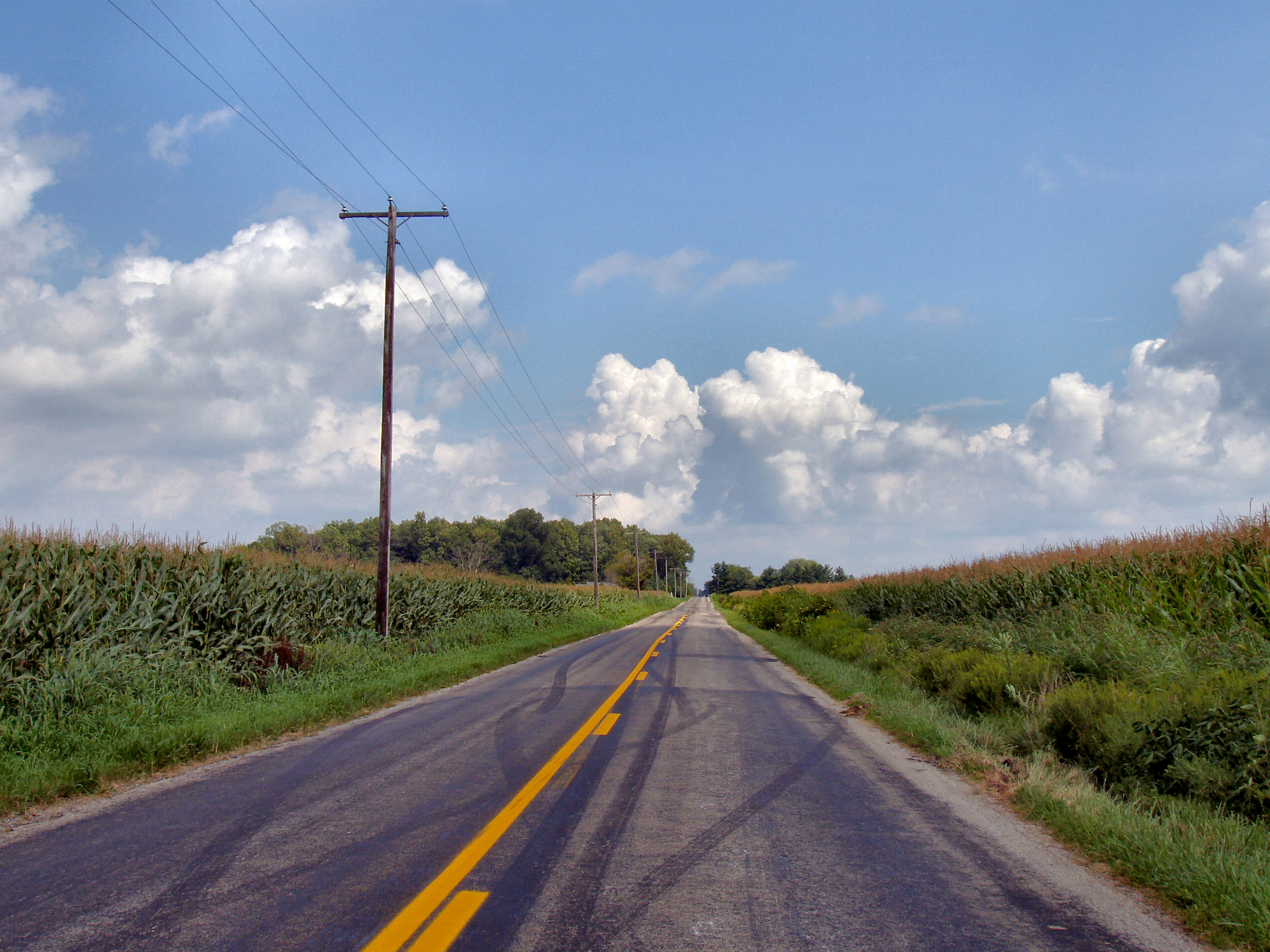
美國的公路

基礎設施（英語：infrastructure）亦称基盤設施、公共设施或公共建設，是為國家、城市或地區提供服務的基礎建設體或系統，並包含使經濟運作的設施與服務，也包括社会生产和居民生活提供公共服务的物质工程设施。制造和推广基础设施的行为称作基础建设，简称“基建”。
基础设施是社会赖以生存发展的一般物质条件。基础设施不仅包括電網、通讯（電話、電視、網路、郵政）、供水、燃氣、交通（道路如公路、铁路，机场、港口）等公共设施，即俗稱的基礎建設，亦都包括教育、科技、緊急服務、医疗卫生、法律、文化、体育、垃圾處理等社会事业即“社会性基础设施”。由於公共設施牽涉國家安全，因此在多數情況下公共設施都是政府直接管理或由國有企業營運，但也有由私人企業直接營運或國企私有化的情況，後者常常導致民間激烈反對。

## 歷史

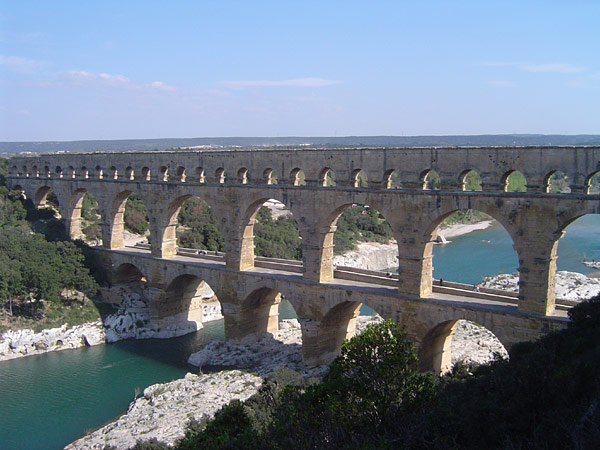
西元前1世紀的古羅馬水道橋證明當時已有基礎建設的公共觀念

## 各類公共設施
不同时期对城市基础设施的发展、完善、配套有不同的要求。城市基础设施是一个系统工程，包含的項目有能源供应系统、環保系统、交通运输系统、通讯系统、文化與休閒建設和防卫防灾安全系统。

### 能源系統
供應水、電、燃氣、供暖等民生所需能源及其配套設施，包括各式發電廠、輸電網絡、電線桿、電塔、變電所、抽水站、海水淡化廠、水壩、引水道、水庫、濾水廠、配水庫、水管、鑽油台、油站、油庫、煤氣廠，以及自來水、燃油及天然氣等輸送管線。

### 通訊及大眾傳播
通訊包括郵政系統（如郵局）、電話線、網際網路光纖、數據中心等，令市民可透過這些渠道同當地及其他地區通訊。而大眾傳播包括公共廣播、電台、電視台及相關設施（比如基站、天線）等，向市民發佈所在地及其他地區的消息，還包括其終端如短訊、電郵、客服、網站及流動應用程式，過去還有電報機、磁碟機和傳真機等等。電報大樓、電話亭和電話機樓等都曾經是非常常用的公共設施，不過自從手機廣泛使用後就陸續拆除，現已甚為罕見。

### 安全
防衛居住地的安全系統包括軍事基地、使領館、警察局、消防局、法院、監獄、戒毒所、檢查站、兒童院、移民局、海關等及其訓練學校、門禁系統、安全檢查，另外也包含無形的，如網際網路防火牆、防毒軟件等。

### 交通
包括機場、飛機維修廠、直升機坪、港口、水閘、碼頭、避風塘、公共道路、高速公路、停車場、橋樑、天橋、隧道、各種形式的鐵路、車廠、通風樓、平交道、各種形式的車站、口岸、各類型的大眾運輸系統、巴士總站、公共運輸交匯處、自行車道、單車停泊處、人行道、行人天橋、行人隧道以及其附屬設施，比如閘機及其收費系統、升降機、斜行升降機、扶手電梯、電動步道、樓梯、斜道、安全島、路燈、欄杆、交通燈、行人過路線、斑馬線、消防栓、斜坡、無障礙設施如下斜路緣、月台幕門、月台閘門、導盲磚等，也包括物流如貨運車站、貨櫃碼頭、公眾貨物裝卸區等。

### 宗教、文化與休閒建設
包括公園及其附屬設施、河道、緩跑徑、遠足徑、國家公園、森林公園、郊野公園、海岸公園、地質公園、自然保護區、觀景台、燒烤場、露營營地、噴水池、美術館、博物館、紀念碑、廣場、雕像、古蹟、展覽中心、電影院、劇院、圖書館、自修室、體育場、游泳池、海灘、防鯊網、海濱長廊、水上活動中心、遊艇會、俱樂部、遊樂場、社區中心、老人院、托兒所、教堂、廟宇、祠堂、清真寺、主題公園、動物園、植物園、水族館、賽車場、賽馬場、各類球場（如籃球場、足球場、網球場、排球場、棒球場、欖球場、羽毛球場、高爾夫球場等）供大眾休閒或增進生活品質的設施，美化環境等設施多數情況下也屬於公共設施，另外視乎各國是否合法，賭場、投注站、紅燈區可能也被視為公共設施。

### 生活
正常生活所需的住宅、商場、綜合發展區、街市、批發市場、超市、便利店、餐廳、熟食中心、修車場、商業大廈、工業區、工業大廈、倉庫、儲物櫃、洗衣房、辦公大樓、政府合署、免稅店、找換店、銀行、中央銀行、印鈔廠、鑄幣廠、自動櫃員機、旅館、社會福利設施（例如殘疾人士、智障人士宿舍）、動物屠宰場、避雷針、公共廁所、廣告牌、地圖、導航系統、指示牌、路牌、顯示屏、大門、門鐘、桌子、座椅、照明、空調、空氣淨化器、電風扇、自動售貨機、詢問處等等。

### 教育及科研
包括研究院、大學、職業大學、師範學校、中學、小學、幼兒園、特殊學校、技能培訓中心（如駕駛學校）及其他教育設施，以及類似天文台、實驗室、射電望遠鏡等供科研用基礎設施。

### 環保
處理廢棄物的公共建設，如垃圾桶、廢棄物掩埋場、垃圾站、廢物轉運站、焚化爐、有害廢物處理廠、下水道、明渠、暗渠、截流站、隔沙站、污水處理廠等。

### 醫療衛生
包括醫院、診所、社區健康中心、藥房、醫學院、護士學校、美沙酮診所、殯儀館、殮房、墓園、火葬場、靈灰安置所等。

### 防災設施
例如防空洞、防空警報器、災害警報系統、氣象台、人造衛星、緊急通風、緊急照明、火警鐘、消防喉、灑水系統、蓄洪池、廣播系統、防水閘門、人防工程、地震儀、自動體外心臟去顫器（AED）等設施。以減少災害對社區所造成的影響。

## 閒置公共設施
公共建設完成後若長期閒置，鮮少使用，因孳生蚊蟲，俗稱蚊子建設，或依據其型態給予不同稱呼，如「蚊子館」、「蚊子市場」、「蚊子停車場」。閒置公共設施不但是都市發展的問題，更是政治問題。會產生蚊子館，常是因為規畫不善，或需求改變。